# Daniel Mojon
Daniel Mojon (ur. 29 lipca 1963 w Bernie, Szwajcaria) – szwajcarski okulista i chirurg okulista, uważany za prekursora minimalnie inwazyjnej chirurgii zeza (MISS), metody chirurgicznej korekcji zeza, w przypadku której wykonywane są wyłącznie bardzo małe nacięcia w granicach od dwóch do trzech milimetrów, umożliwiając tym samym szybszą rehabilitację oraz gojenie się ran. Daniel Mojon jest przewodniczącym komitetu programowego Szwajcarskiej Akademii Okulistycznej (SAoO).

## Prace naukowe
Mojon opublikował wyniki licznych badań dowodzących w jakim stopniu osoby dotknięte zezem cierpią z powodu dyskryminacji oraz napiętnowania w życiu codziennym. Przykładowo, jak udowodnił Mojon, dzieci z zezem są rzadziej zapraszane na przyjęcia urodzinowe. Mojon, specjalizujący się w leczeniu zeza począwszy od lat 90. XX wieku, opracował minimalnie inwazyjną chirurgię zeza (MISS) stanowiącą alternatywne rozwiązanie dla konwencjonalnych i bardziej inwazyjnych technik chirurgicznych, wykorzystujących działanie ręczne dla umożliwienia bezpośredniego dostępu do przestrzeni Tenona, w celu przeprowadzenia resekcji mięśnia prostego, recesji lub zwinięcia. W przeciwieństwie do tych konwencjonalnych technik, minimalnie inwazyjna chirurgia zeza jest przeprowadzana z wykorzystaniem mikroskopu operacyjnego i zazwyczaj w znieczuleniu ogólnym. Według doniesień, w dniu pooperacyjnym po zabiegu z wykorzystaniem MISS występuje znacznie mniejszy obrzęk niż po szerszym chirurgicznym otwarciu spojówki. W przypadku omawianych badań były porównywane długoterminowe wyniki w zakresie wyrównania, ostrości wzroku oraz możliwych powikłań.

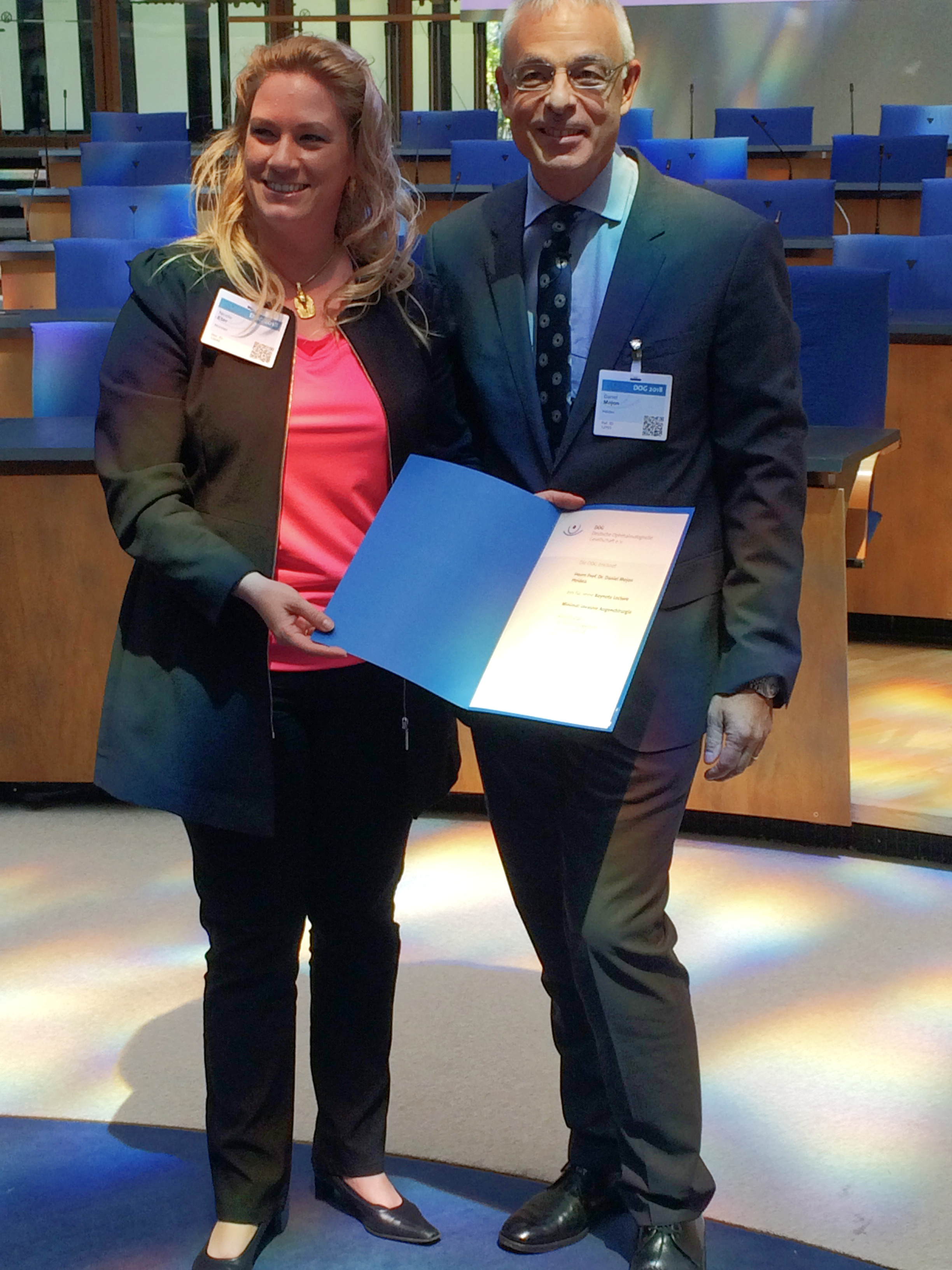
Nicole Eter i Daniel Mojon w Bonn 2018

## Publikacje (wybór)
W dorobku publikacyjnym D. Mojona znajdują się m.in. takie prace jak:
- Daniel Mojon and Howard Fine (Eds.): Minimally invasive ophthalmic surgery. Springer, Berlin 2010. ISBN 978-3-642-02601-0.
- Mojon-Azzi SM, Kunz A, Mojon DS: The perception of strabismus by children and adults.Graefes Archive for Clinical and Experimental Ophthalmology 2011;249:753-757.
- Mojon-Azzi SM, Mojon DS. Opinion of headhunters about the ability of strabismic subjects to obtain employment. Ophthalmologica. 2007; 221: 430-3.
- Mojon-Azzi SM, Kunz A, Mojon DS. Strabismus and discrimination in children: are children with strabismus invited to fewer birthday parties? Br J Ophthalmol 2011; 95: 473-6.
- Kaup M, Mojon-Azzi SM, Kunz A, Mojon DS.Intraoperative conversion rate to a large, limbal opening in minimally invasive strabismus surgery (MISS). Graefes Arch Clin Exp Ophthalmol. 2011;249:1553-1557.
- Mojon DS. Comparison of a new, minimally invasive strabismus surgery technique with the usual limbal approach for rectus muscle recession and plication. Br J Ophthalmol 2007; 91: 76-82.
- Mojon DS. Minimally invasive strabismus surgery for horizontal rectus muscle reoperations. Br J Ophthalmol 2008; 92: 1648-1652.
- Mojon DS. Minimally invasive strabismus surgery. Eye (Lond). 2015; 29: 225-33. doi:10.1038/eye.2014.281. Epub 2014 Nov 28.
- Mursch-Edlmayr AS, Mojon DS, Ring M, Laubichler P, Luft N, Priglinger SG: Comparison of deep sclerokeratodissection, a new variant of nonpenetrating glaucoma surgery, with deep sclerectomy. Indian Journal of Ophthalmology 2016;64:914-918.